# Kanton Vauvillers
Vauvillers is een voormalig kanton van het Franse departement Haute-Saône. Het kanton maakte deel uit van het arrondissement Lure. Het werd opgeheven bij decreet van 17 februari 2014 met uitwerking op 22 maart 2015.

## Gemeenten
Het kanton Vauvillers omvatte de volgende gemeenten:
- Alaincourt
- Ambiévillers
- Anjeux
- Bassigney
- Betoncourt-Saint-Pancras
- Bouligney
- Bourguignon-lès-Conflans
- Cubry-lès-Faverney
- Cuve
- Dampierre-lès-Conflans
- Dampvalley-Saint-Pancras
- Fontenois-la-Ville
- Girefontaine
- Hurecourt
- Jasney
- Mailleroncourt-Saint-Pancras
- Melincourt
- Montdoré
- La Pisseure
- Plainemont
- Pont-du-Bois
- Selles
- Vauvillers (hoofdplaats)